# 莲子镇
莲子镇是中国河北省邢台市隆尧县下辖的一个镇。

## 行政区划
莲子镇下辖莲子镇村、东范村、西范村、崔家楼村、耿家庄村、王家庄村、辛庄村、贾庄村、东庄村、东店马村、西店子村、南吴町村、白家寨村、北闫池村、北闫庄村、东闫庄村、前辛庄村、后辛庄村、西哈口村、北哈口村、任村、马栏村、西闫庄村、东方食品城工业园区社区。